# Vincamina
A vincamina é um fármaco alcalóide extraído da Vinca minor. Em seu estado puro é um sólido insolúvel em água, com ponto de fusão em 232 °C.

## Efeitos
Produz vasodilatação cerebral e tem como indicação em perdas de memória, insuficiência circulatória no cérebro, enxaquecas e vertigens. Também tem aplicações em recuperação de acidentes cerebrais, traumatismo craniano, infarto do miocárdio e melhora da circulação da retina. A vincamina protege o cérebro quando em situação de hipóxia.
Estudos mostraram o fármaco além de eficaz em derrames e circulação cerebral, era também eficiente em em pequenos distúrbios de humor como irritabilidade e depressão. Em pacientes sadios a vincamina melhorou a memória recente.

## Contra-indicações
- Gravidez
- Lactação
- Hipertensão cranial

## Interações medicamentosas
Pode potencializar o efeitos dos fármacos da classe dos barbitúricos.